# 黎曼映射定理
在數學中，黎曼映射定理是複分析最深刻的定理之一，此定理分類了{\displaystyle \mathbb {C} }的單連通開子集。

## 定理陳述
設{\displaystyle D:=\{z\in \mathbb {C} :|z|<1\}}為開圓盤，{\displaystyle \Omega \subset \mathbb {C} }為單連通開子集。若{\displaystyle \Omega \neq \mathbb {C} }，則存在一對一的全純映射{\displaystyle f:\Omega \to D}，使{\displaystyle f^{-1}:D\to \Omega }亦全純。換言之，{\displaystyle \Omega }與{\displaystyle D} 双全純同構。
注意到二維的全純映射不外乎保持定向的共形映射，它保持角度與定向不變。

## 簡史
黎曼在他1851年的博士論文中陳述了這個結果，但其證明不完整。康斯坦丁·卡拉西奥多里在1912年發表了第一個完整證明。

## 注記
- 黎曼映射定理乃是存在性定理，一般無法具體表示從{\displaystyle \Omega }至{\displaystyle D}的全純映射。
- 定理中對{\displaystyle \Omega }的條件極寬鬆；舉例明之，{\displaystyle \Omega }的邊界可能是碎形曲線，但{\displaystyle \Omega }仍可透過共形映射映至單位圓盤，這在直觀上是很難想像的。
- 此定理對{\displaystyle \pi _{1}(\Omega ,*)=\mathbb {Z} }時即告失效：環型區域（形如{\displaystyle \{z\in \mathbb {C} :r<|z|<R\}}）之間的共形映射僅有反演、縮放與旋轉。
- 此定理在更高維度即不成立。
- 在黎曼曲面的框架下，此定理可推廣為單值化定理：單連通黎曼曲面必同構於{\displaystyle \mathbb {C} ,D}或{\displaystyle \mathbb {C} P^{1}}。

## 证明概要
给定{\displaystyle U}和{\displaystyle z_{0}}，我们希望构造一个函数{\displaystyle f}，它把{\displaystyle U}映射到单位圆盘，把{\displaystyle z_{0}}映射到{\displaystyle 0}。在这个证明概要中，我们假设{\displaystyle U}是有界的，且其边界是光滑的，就像黎曼所做的那样。记
{\displaystyle f(z)=(z-z_{0})\exp(g(z))\,\!}
其中{\displaystyle g=u+iv}是某个（待确定的）全纯函数，其实数部分为{\displaystyle u}，虚数部分为{\displaystyle v}。于是显然z0是f的唯一一个零点。我们要求对于{\displaystyle U}的边界上的{\displaystyle z}有{\displaystyle |f(z)|=1}，因此我们需要在边界上有{\displaystyle u(z)=-\log |z-z_{0}|}。由于{\displaystyle u}是全纯函数的实数部分，我们知道{\displaystyle u}一定是一个调和函数，也就是说，它满足拉普拉斯方程。
于是问题变为：存在某个实值调和函数{\displaystyle u}，对所有的{\displaystyle U}都有定义，且具有给定的边界条件吗？狄利克雷原理提供了肯定的答案。只要确立了u的存在，全纯函数{\displaystyle g}的柯西-黎曼方程便允许了我们求出{\displaystyle v}（这个论证依赖于{\displaystyle U}是单连通的假设）。一旦构造了{\displaystyle u}和{\displaystyle v}，我们还需要验证所得到的函数{\displaystyle f}确实满足所有需要的性质。

## 文獻
- John B. Conway, Functions of one complex variable, Springer-Verlag, 1978, ISBN 0-387-90328-3
- John B. Conway, Functions of one complex variable II, Springer-Verlag, 1995, ISBN 0-387-94460-5
- Reinhold Remmert, Classical topics in complex function theory, Springer-Verlag, 1998, ISBN 0-387-98221-3
- Bernhard Riemann, Grundlagen für eine allgemeine Theorie der Functionen einer veränderlichen complexen Grösse（页面存档备份，存于）, Göttingen, 1851